# (7367) Giotto
(7367) Giotto (3077 T-1) – planetoida z pasa głównego asteroid okrążająca Słońce w ciągu 5,71 lat w średniej odległości 3,19 j.a. Odkryta 26 marca 1971 roku.